# Jakob Friedrich Binder

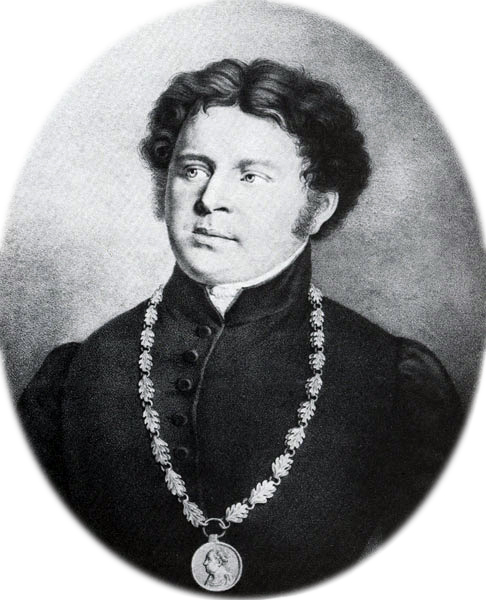
Jakob Friedrich Binder

Jakob Friedrich Binder (* 25. April 1787 in Oberferrieden; † 26. Dezember 1856 in Nürnberg) war von 1821 bis 1853 Erster Bürgermeister der Stadt Nürnberg.

## Leben
Jakob Friedrich Binder war der Sohn eines protestantischen Pfarrers. Er studierte Rechtswissenschaft an der Universität Erlangen. 1803 wurde er Mitglied des Corps Onoldia. 1812 war er Assessor am Bayreuther Stadtgericht, 1817 wurde er als Untersuchungsrichter nach Nürnberg versetzt.
Im Dezember 1821 wurde er vom Kollegium der Gemeindebevollmächtigten, dem damaligen Vorläufer des Stadtrates, zum Ersten Bürgermeister der Stadt gewählt. Er trat damit die Nachfolge von Christian Gottfried Lorsch an. In den Jahren von 1821 bis 1829 war Johannes Scharrer als Zweiter Bürgermeister neben Binder tätig.
Während seiner Amtszeit wurden für die Stadt wichtige Infrastrukturmaßnahmen verwirklicht. So entstanden in dieser Zeit beispielsweise der Hauptbahnhof, das Alte Stadttheater am Lorenzer Platz und der Kettensteg. Außerdem initiierte Binder die Gründung der Eisenbahngesellschaft, durch deren Wirken schließlich die Ludwigseisenbahn von Nürnberg nach Fürth in Betrieb genommen werden konnte.
Als im Jahr 1828 Kaspar Hauser in Nürnberg aufgefunden wurde, verhörte ihn Binder persönlich.
Die juristische Fakultät der Universität Erlangen verlieh ihm 1843 die Ehrendoktorwürde. Möglicherweise auf Anregung des bayerischen Justizministers Georg Friedrich von Zentner hatte Binder 1824 ausführlich den neuen Entwurf eines Strafgesetzbuchs für Bayern aus dem Jahr 1822 kommentiert.
Zur Zeit der Revolution 1848 war Binder Mitglied des Konstitutionellen Vereins, der zur Unterstützung der Monarchie und als Gegengewicht zu den Bestrebungen der Revolutionäre gegründet wurde.
Binder trat 1853 von seinem Amt als Bürgermeister zurück und ging in Pension. Damit kam er einem Amtsenthebungsverfahren zuvor, das aufgrund seines unmoralischen Lebenswandels gegen ihn eingeleitet werden sollte – Binder war Vater von zwölf außerehelichen Kindern.
Jakob Friedrich Binder starb mit 69 Jahren. Sein Grab befindet sich auf dem Johannisfriedhof (Nürnberg).

## Familie
Die Dichterin und Schriftstellerin Amara George (Pseudonym für Mathilde Kaufmann) war eine Tochter Jakob Friedrich Binders.